# Shivers (álbum)
Shivers é o segundo álbum do produtor de trance Armin van Buuren.
| Críticas profissionais                                                      | Críticas profissionais |
| Avaliações da crítica                                                       | Avaliações da crítica  |
| Fonte                                                                       | Avaliação              |
| --------------------------------------------------------------------------- | ---------------------- |
| Allmusic                                                                    | [ 1 ]                  |
| BBC                                                                         | (não favorável)        |
| Esta tabela precisa de ser acompanhada por texto em prosa. Consulte o guia. |                        |

## Faixas
1. "Wall of Sound" - 6:20
2. "Empty State" - 7:36
3. "Shivers" - 7:32
4. "Golddigger" - 4:47
5. "Zocalo" - 8:40
6. "Gypsy" - 5:26
7. "Who Is Watching" - 5:07
8. "Bounce Back" - 7:36
9. "Control Freak" - 8:09
10. "Serenity" - 11:35
11. "Hymne" - 2:51
12. "Simple Things" - 7:08